# Maximilian Just
Maximilian Just (Berlim, 18 de novembro de 2003) é um jogador de vôlei de praia alemão, medalhista de bronze no Campeonato Mundial Universitário de 2022 no Brasil.

## Carreira
Em 2019, iniciou a competir profissionalmente a nível nacional ao lado de Leon Meier, nas etapas de Nuernberg e Muenster; juntos obtiveram o título do Campeonato Europeu Sub-18 de 2019 realizado em Baden, chegou a atuar em 2019 com Mio Wüst na etapa nacional de Fehmarn.Em 2020, disputou juntamente com Laurenz Welsch o Campeonato Europeu Sub-20  em Brno, e finalizaram na quinta posição,
Estreou ao lado de Lui Wüst  no Campeonato Europeu Sub-20 de 2020 em Esmirna , ocasião que terminaram na nona posição. e com Momme Lorenz disputou o Campeonato Mundial Sub-19 de 2021, sediado em Phuket e finalizaram na nona colocação.
Retomou a parceria com Lui Wüst, disputando o Future de Białystok, o Challenge de Espinho e o Future de Warsaw, e com Momme Lorenz o Future de Baden, finalizando em quinto lugar. Ao lado de Lui Wüst conquistou a medalha de bronze no Campeonato Mundial Universitário de 2022 realizado em Maceió.